# 1900年パリオリンピックのテニス競技
1900年パリオリンピックのテニス競技（1900ねんパリオリンピックのテニスきょうぎ）の成績結果に関する記事。

## 大会の流れ
- この第2回近代オリンピックで女子選手の参加が認められ、テニス競技でも初めての「女子シングルス」と「混合ダブルス」が実施された。参加した女子選手は、総計6名であった。
  - シャーロット・クーパー（イギリス）／エレーヌ・プレボー、フリエ（2名フランス）／マリオン・ジョーンズ、ジョージナ・ジョーンズ（2名アメリカ）／ヘドヴィガ・ローゼンバウモワ（ボヘミア）
- この大会では、準決勝で敗退した選手2名 / 2組による「銅メダル決定戦」は行わず、両方に銅メダルを授与した。
- 男子・混合ダブルスでは、違う国の選手がペアを組む「混合チーム」（ZZX）もあった。この場合は「国・地域」の欄に2つの国名を並べ、選手名もその順番によって記載する。国別メダル受賞数の欄では「混合チーム」として別途に数える。

## メダル受賞者
| 種目           | 金                                                               | 銀                                                                                     | 銅                                                                       |
| -------------- | ---------------------------------------------------------------- | -------------------------------------------------------------------------------------- | ------------------------------------------------------------------------ |
| 男子シングルス | ローレンス・ドハティー イギリス (GBR)                            | ハロルド・マホニー イギリス (GBR)                                                      | レジナルド・ドハティー イギリス (GBR)                                    |
| 男子シングルス | ローレンス・ドハティー イギリス (GBR)                            | ハロルド・マホニー イギリス (GBR)                                                      | アーサー・ノリス イギリス (GBR)                                          |
| 男子ダブルス   | レジナルド・ドハティー and ローレンス・ドハティー イギリス (GBR) | マックス・デキュジス and バシル・スポールディング・デ・ガーメンディア 混合チーム (ZZX) | ジョルジュ・ド・ラ・シャペル and アンドレ・プレボー フランス (FRA)       |
| 男子ダブルス   | レジナルド・ドハティー and ローレンス・ドハティー イギリス (GBR) | マックス・デキュジス and バシル・スポールディング・デ・ガーメンディア 混合チーム (ZZX) | ハロルド・マホニー and アーサー・ノリス イギリス (GBR)                   |
| 女子シングルス | シャーロット・クーパー イギリス (GBR)                            | エレーヌ・プレボー フランス (FRA)                                                      | マリオン・ジョーンズ アメリカ合衆国 (USA)                                |
| 女子シングルス | シャーロット・クーパー イギリス (GBR)                            | エレーヌ・プレボー フランス (FRA)                                                      | ヘドヴィガ・ローゼンバウモワ ボヘミア (BOH)                              |
| 混合ダブルス   | レジナルド・ドハティー and シャーロット・クーパー イギリス (GBR) | エレーヌ・プレボー and ハロルド・マホニー 混合チーム (ZZX)                             | ローレンス・ドハティー and マリオン・ジョーンズ 混合チーム (ZZX)         |
| 混合ダブルス   | レジナルド・ドハティー and シャーロット・クーパー イギリス (GBR) | エレーヌ・プレボー and ハロルド・マホニー 混合チーム (ZZX)                             | アーチボルド・ワーデン and ヘドヴィガ・ローゼンバウモワ 混合チーム (ZZX) |

## 競技結果

### 男子シングルス
準決勝
- ハロルド・マホニー vs.  アーサー・ノリス　8-6, 6-1
- ローレンス・ドハティー vs.  レジナルド・ドハティー　不戦勝
  - （準決勝敗退の両選手に、銅メダルを授与）

決勝
- ローレンス・ドハティー vs.  ハロルド・マホニー　6-4, 6-2, 6-3

### 男子ダブルス
準決勝
- マックス・デキュジス＆バシル・スポールディング・デ・ガーメンディア vs.  ジョルジュ・ド・ラ・シャペル＆アンドレ・プレボー　6-2, 6-4
- レジナルド・ドハティー＆ローレンス・ドハティー vs.  ハロルド・マホニー＆アーサー・ノリス　6-4, 6-1
  - （準決勝敗退の両ペアに、銅メダルを授与）

決勝
- レジナルド・ドハティー＆ローレンス・ドハティー vs.  マックス・デキュジス＆バシル・スポールディング・デ・ガーメンディア　6-1, 6-1, 6-0

### 女子シングルス
準決勝

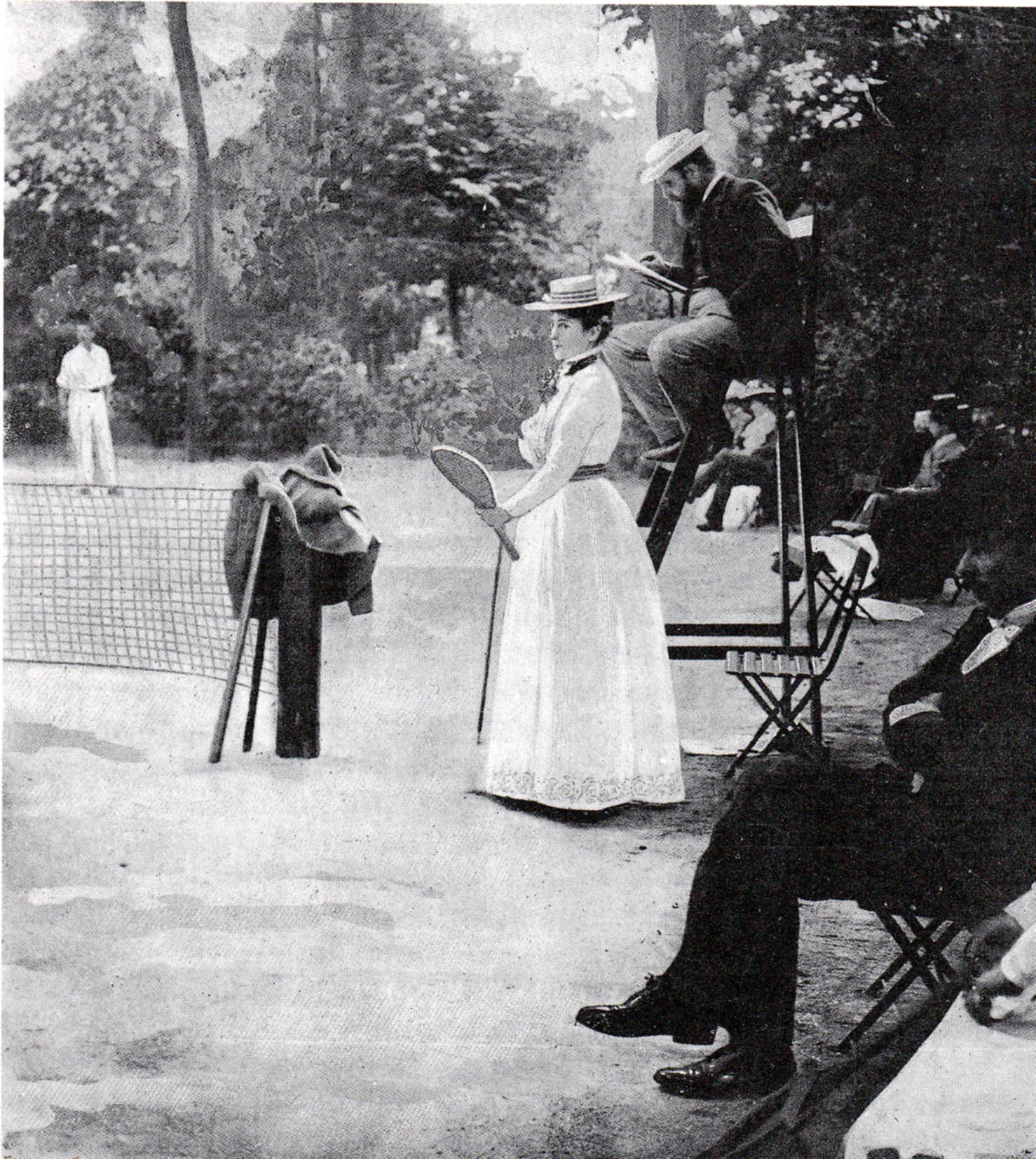

- シャーロット・クーパー vs.  マリオン・ジョーンズ　6-2, 7-5
- エレーヌ・プレボー vs.  ヘドヴィガ・ローゼンバウモワ　6-1, 6-1
  - （準決勝敗退の両選手に、銅メダルを授与）

決勝
- シャーロット・クーパー vs.  エレーヌ・プレボー　6-1, 6-4

### 混合ダブルス
準決勝
- ハロルド・マホニー＆エレーヌ・プレボー vs.  アーチボルド・ワーデン＆ヘドヴィガ・ローゼンバウモワ　6-3, 6-0
- レジナルド・ドハティー＆シャーロット・クーパー vs.  ローレンス・ドハティー＆マリオン・ジョーンズ　6-2, 6-4
  - （準決勝敗退の両ペアに、銅メダルを授与）

決勝
- レジナルド・ドハティー＆シャーロット・クーパー vs.  ハロルド・マホニー＆エレーヌ・プレボー　6-2, 6-4

## 国別メダル受賞数
| 順   | 国・地域       | 金 | 銀 | 銅 | 計 |
| ---- | -------------- | -- | -- | -- | -- |
| 1    | イギリス       | 4  | 1  | 3  | 8  |
| 2    | 混合チーム     | 0  | 2  | 2  | 4  |
| 3    | フランス       | 0  | 1  | 1  | 2  |
| 4    | アメリカ合衆国 | 0  | 0  | 1  | 1  |
| 4    | ボヘミア       | 0  | 0  | 1  | 1  |
| 総計 | 総計           | 4  | 4  | 8  | 16 |

- 男子・混合ダブルスの「混合チーム」によるメダルは別途に数え、各選手が所属する国のメダル獲得数には含めない。（例：男子ダブルス銀メダルの場合、マックス・デキュジス選手の属する「フランス」やバシル・スポールディング・デ・ガーメンディア選手の属する「アメリカ」の獲得メダル数には含めない。）